# Diecezja Tumaco
Diecezja Tumaco (łac. Dioecesis Tumacoënsis, hisz. Diócesis de Tumaco) – rzymskokatolicka diecezja w Kolumbii. Biskupi Tumaco są sufraganami arcybiskupów Popayán.

## Historia
1 maja 1927 roku papież Pius XI bullą Qui peculiari erygował prefekturę apostolską Tumaco. Do tej pory tereny nowej prefektury wchodziły w skład diecezji Cali oraz Pasto.
14 listopada 1952 roku prefektura utraciła część swego terytorium na rzecz nowo powstającego wikariatu apostolskiego Buenaventura, natomiast 5 kwietnia 1954 roku na rzecz prefektury apostolskiej Guapi.
7 lutego 1961 roku decyzją papieża Jana XXIII wyrażoną w konstytucji apostolskiej Regnum Christi podniósł prefekturę do rangi wikariatu apostolskiego.
29 października 1999 roku konstytucją apostolską Carmelitarum Excalceatorum papież Jan Paweł II podniósł wikariat apostolski Tumaco do godności diecezji.

Mapa diecezji

## Ordynariusze

### Prefekci apostolscy Tumaco
- Bernardo Merizalde Morales OAR (1928 - 1949)
- Peitro Nel Ramirez OAR (1949 - 1954)
- Luis Francisco Irizar Salazar OCD (1954 - 1961)

### Wikariusze apostolscy Tumaco
- Luis Francisco Irizar Salazar OCD (1961 - 1965)
- Miguel Angel Lecumberri Erburu OCD (1966 - 1990)
- Gustavo Girón Higuita OCD (1990 - 1999)

### Biskupi Tumaco
- Gustavo Girón Higuita OCD (1999 - 2015)
- Orlando Olave Villanoba (2017 - 2024)